# دایچی هاکاکو
دایچی هاکاکو (انگلیسی: Daichi Hakkaku؛ زادهٔ ۱۵ آوریل ۱۹۹۲) بازیکن فوتبال اهل ژاپن است.